# (15970) Robertbrownlee
(15970) Robertbrownlee est un astéroïde de la ceinture principale.

## Description
(15970) Robertbrownlee est un astéroïde de la ceinture principale. Il fut découvert le 22 mars 1998 à Kitt Peak par le projet Spacewatch. Il présente une orbite caractérisée par un demi-grand axe de 2,16 UA, une excentricité de 0,18 et une inclinaison de 5,1° par rapport à l'écliptique.

## Compléments